# Gustav Hartmann (Politiker, 1861)

Gustav Hartmann

Gustav Hartmann (* 24. Februar 1861 in Görlitz; † 1940) war ein deutscher Politiker der DDP.

## Leben und Beruf
Nach dem Besuch der Knabenmittelschule in Görlitz absolvierte Hartmann, der evangelischen Glaubens war, eine Schlosserlehre, die er 1879 mit der Gesellenprüfung abschloss. Nach der Wanderschaft war er ab 1883 als Maschinenbauer tätig und engagierte sich im Gewerkverein deutscher Metallarbeiter. 1890 wechselte er als Vorarbeiter zur Lokomotivenfabrik Hohenzollern nach Düsseldorf. Ab 1899 war er hauptberuflich für die Hirsch-Dunckerschen Gewerkvereine tätig, deren Vorsitzender er zeitweise war. Außerdem gehörte er dem Vorstand des Reichsvereins liberaler Arbeiter und Angestellter an.

## Abgeordneter
Hartmann war ab 1919 Stadtverordneter in Berlin. Er gehörte 1919/20 der Weimarer Nationalversammlung an. Ab 1921 war er Landtagsabgeordneter in Preußen.

## Veröffentlichungen
- Die Frauenarbeit in und nach dem Kriege. 1. In der Industrie; 2. In der Heimarbeit – zwei Vorträge gehalten auf dem 19. Verbandstage der Deutschen Gewerkvereine (Hirsch-Dunker) am 13. Juni 1916 zu Berlin / Gustav Hartmann; Käthe Gaebel. Berlin 1916.